# Lökmönstret

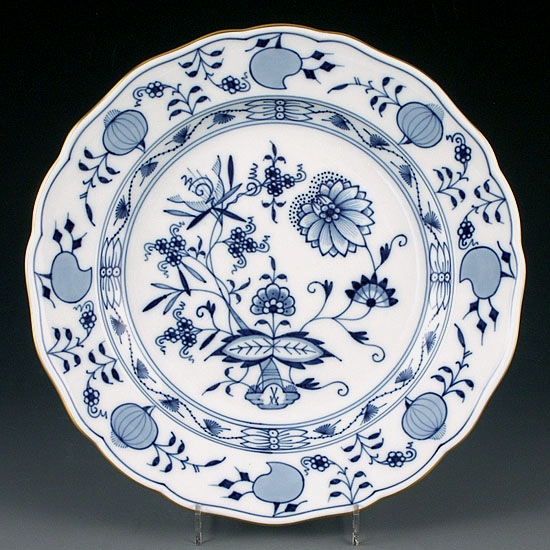
Lökmönstrad tallrik

Lökmönstret (eller lökmönster, tyska: Zwiebelmuster, engelska: Blue Onion) är ett koboltblått porslinsmönster som skapades efter 1730 och sedan dess handmålats i Meissen i Sachsen i nuvarande Tyskland. Sedan sent 1800-tal har mönstret även kopierats av flera andra tillverkare, såsom Villeroy & Boch.
Beteckningen lökmönster (Zwiebelmuster) uppstod först på 1800-talet, och mönstret på tallriksbrättet föreställer egentligen granatäpplen och persikor, symboler för fruktbarhet och långt liv. I tallrikens centrum, på spegeln, återfinns bambu, pioner och aster.

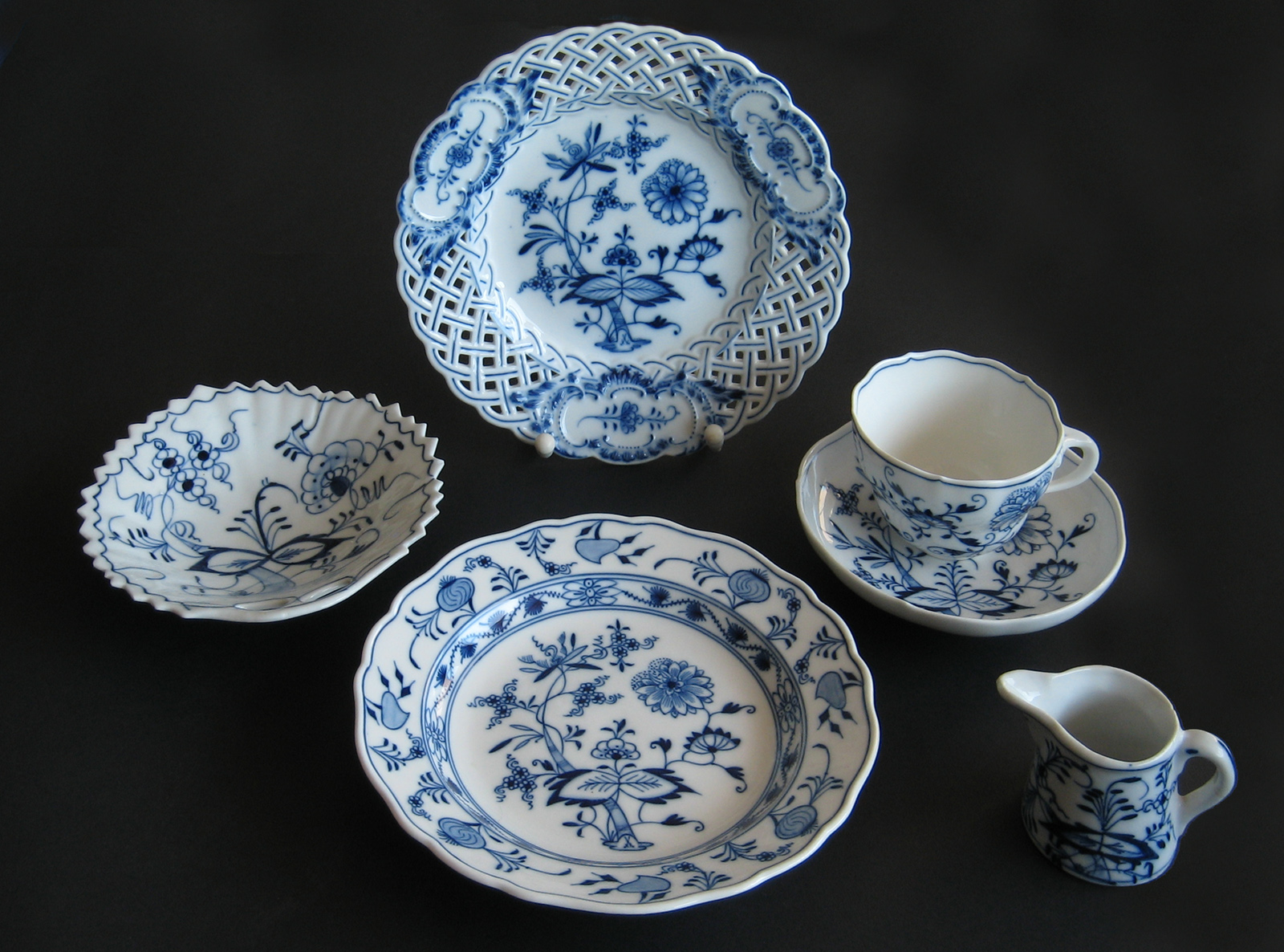
Porslin med lökmönstret från olika tyska tillverkare kring 1900
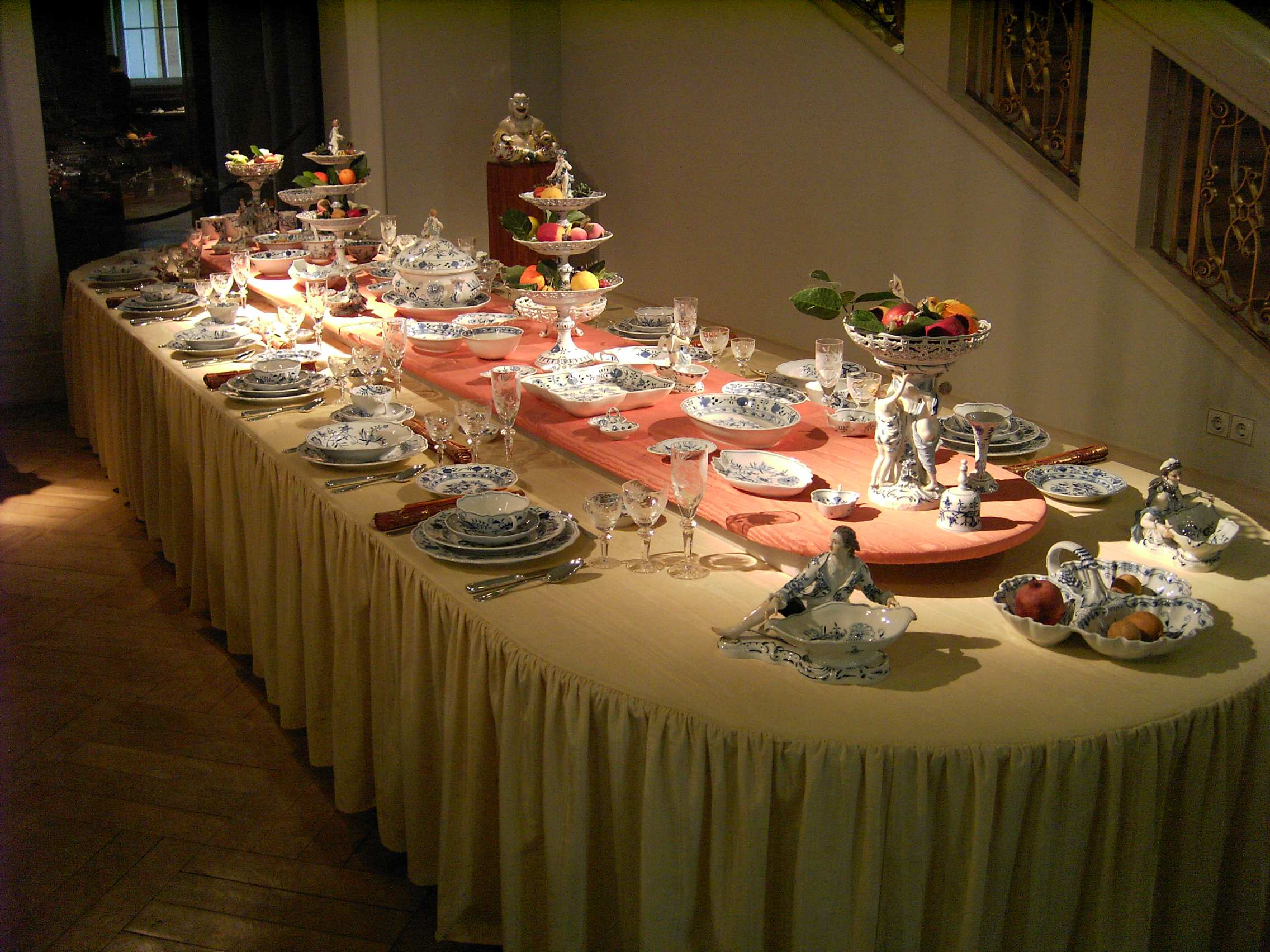
Ett bord dukat med lökmönsterporslin från Meissen